# Waldbrunn (Westerwald)
Waldbrunn (Westerwald) è un comune tedesco di 5 877 abitanti situato nel land dell'Assia.